# King Diamond
King Diamond, született Kim Bendix Petersen (Koppenhága, 1956. június 14.–) énekes, aki a Mercyful Fate, majd szólózenekara, a King Diamond együttes frontembereként vált ismertté. Énekstílusának jellegzetessége, hogy sokszor magas falsetto hangot használ.

## Mercyful Fate
18 évesen kezdte zenei pályafutását a dán heavy rock zenekar Brainstorm gitárosaként. 1976-tól már énekelt a Black Rose nevű hard rock együttesben. Már a Black Rose-ban elkezdte kialakítani később jellegzetessé vált teátrális, horror-ihlette előadásmódját. 1980-ban elhagyta a csapatot és csatlakozott a punkot játszó Bratshoz, ahol megismerkedett három másik zenésszel (Hank Shermann, Michael Denner, Timi Hansen), akikkel még ugyanebben az évben megalakították a Mercyful Fate heavy metal zenekart, mely sátánista szövegvilágával és King Diamond extrém színpadi megjelenésével az 1980-as évek elején nagy hatással voltak a black metal stílusra. 1985-ben, a Don't Break the Oath album turnéját követően a Mercyful Fate feloszlott.

## King Diamond
King saját nevén hozott össze új zenekart, amelybe a gitáros Denner és a basszusgitáros Hansen is követte őt. Az együttes dobosa Mikkey Dee (ex-Don Dokken, Motörhead ma Scorpions), míg szólógitárosa Andy LaRocque lett. Az új csapatban a Mercyful Fate örökségét vitték tovább több dallammal és a sátánista szövegeket elhagyva, komplett horrorsztorikat feldolgozó albumokkal. A King Diamond sikerei ellenére 1992-ben a Mercyful Fate is újjáalakult. 1999-ig párhuzamosan készültek King Diamond és Mercyful Fate lemezek, majd King ismét pihenőre küldte korábbi csapatát és azóta is szólókarrierjére koncentrál. Legutóbbi lemezük 2007-ben jelent meg Give Me Your Soul… Please címmel, amelyről a Never Ending Hill dalt Grammy-díjra jelölték a következő évben a Best Metal Performance kategóriában.

## Színpadi megjelenése
Színpadi fellépések alkalmával a védjegyévé vált mikrofonját használja, ami két combcsontból áll és keresztet mintáz. A KISS-ből ismert Gene Simmons szerint arcát King korábban az övéhez hasonlóan festette, ami miatt pereskedés is folyt. Az ügy lezárta után Kingnek meg kellett változtatnia a festés mintáját.

## Diszkográfia

### Black Rose
- Black Rose: 20 Years Ago-A Night of Rehearsals (2001) - válogatás

### Mercyful Fate
| Stúdióalbumok - Melissa (1983) - Don't Break the Oath (1984) - In the Shadows (1993) - Time (1994) - Into the Unknown (1996) - Dead Again (1998) - 9 (1999) | Válogatások - The Beginning (1987) - Return of the Vampire (1992) - A Dangerous Meeting (1992) - The Best of Mercyful Fate (2003) EP-k - The Mercyful Fate (1982) - The Bell Witch (1994) |

### King Diamond
| Stúdióalbumok - Fatal Portrait (1986) - Abigail (1987) - Them (1988) - Conspiracy (1989) - The Eye (1990) - The Spider's Lullabye (1995) - The Graveyard (1996) - Voodoo (1998) - House of God (2000) - Abigail II: The Revenge (2002) - The Puppet Master (2003) - Give Me Your Soul… Please (2007) - The Institute (2022) Koncertlemezek - In Concert 1987: Abigail (1990) - Deadly Lullabyes (2004) | Válogatások - A Dangerous Meeting (1992) - Nightmare in the Nineties (2001) - Decade of Horror (Box Set) - The Best of King Diamond (2003) EP-k - Demo (1985) - The Dark Sides (1989) - Collector's Item (1999) Kislemezek - No Presents for Christmas (1985) - Halloween (1986) - The Family Ghost (1987) - Welcome Home (1988) - Eye of the Witch (1990) |

## Videók
- The Family Ghost
- Welcome Home
- Sleepless Nights
- Give Me Your Soul

## Külső hivatkozások
- Hivatalos honlap